# Бюккський національний парк
Бюккський національний парк — національний парк в  Угорщині (угор. Bükki Nemzeti Park), у Північному Альфьольді, у медьє Боршод-Абауй-Земплен. Названо по імені гірського масиву Бюкк, на схилах якого розташований.
Загальна площа парку — 431,3 км2, із яких близько 38 км2 перебувають під особливою охороною. Рік заснування — 1976, Бюкк — третій національний парк країни за часом створення. Межа парку практично примикає до Мішкольца, третього за величиною міста Угорщини, на північний захід від парку розташоване місто Еґер.
Пагорби Бюкк, на яких розташований парк, складено, переважно, вапняками. У пагорбах сильно розвинені карстові явища, багато печер, термальних джерел. Температура окремих джерел досягає 28 °C. У деяких печерах знайдено сліди перебування доісторичних людей.
У нижніх частинах схилів пагорбів закладено велику кількість садів і виноградників, вершини вкриті дубовими і буковими лісами.
У 2007 році на території парку був організований так званий «Ватиканський ліс». Назва пов'язана з тим, що відновлення лісового масиву на цій території спонсорується Ватиканом у рамках внеску в боротьбу з парниковим ефектом. «У якомусь сенсі це подібно до того, якби ми усиновили ліс. Чим більше зростає дерев, тим менше вуглекислого газу буде в атмосфері», — заявив секретар папської Ради з культури Жозе Санчес де Тока Аламеда.

## Ресурси Інтернету
- Офіційний сайт парку [Архівовано 17 лютого 2009 у Wayback Machine.] (угор.)
- Путівник національними парками Угорщини [Архівовано 11 жовтня 2020 у Wayback Machine.] (англ.)
- Bükki Nemzeti Park honlapja (tükör) [Архівовано 28 вересня 2007 у Wayback Machine.]
- KvVM TIR Bükki Nemzeti Park interaktív térkép
- Bükki Nemzeti Park leírása [Архівовано 24 травня 2014 у Wayback Machine.]